# La Rose de Stamboul
Pour plus de détails, voir Fiche technique et Distribution.
La Rose de Stamboul (Die Rose von Stambul) est un film allemand réalisé par Karl Anton et sorti en 1953.
C'est un remake d'un film de 1919 de Felix Basch et Arthur Wellin.

## Synopsis
Un haut fonctionnaire ottoman souhaite que sa nièce Kondja revienne de Vienne à Constantinople pour épouser un jeune diplomate prometteur. Elle est très réticente car elle est tombée amoureuse d'un compositeur, qui est en fait le même homme.

## Fiche technique
- Titre original : Die Rose von Stambul
- Titre anglais : The Rose of Stamboul
- Réalisation : Karl Anton
- Scénario : Alfred Grünwald, Walter Forster, Julius Brammer
- Photographie : Karl Löb, Fritz Arno Wagner
- Musique : Leo Fall
- Montage : Martha Dübber
- Durée : 108 minutes
- Date de sortie : 
  - Allemagne de l'Ouest : 7 mai 1953

## Distribution
- Inge Egger : Kondja Gül
- Albert Lieven : Achmed Bey
- Grethe Weiser : Madame Desirée
- Hans Richter : Fridolin Müller junior
- Oskar Sima : Eduard Effendi
- Ingeborg Körner : Midilli Hanum
- Gunther Philipp : Marcel Lery
- Ethel Reschke : Madame Lery
- Otto Matthies : Fridolin Müller senior
- Kurt Vespermann : Civil Registrant
- Franz-Otto Krüger : Head Waiter
- Paul Hörbiger : Mehemed Pascha